# Métastabilité
 (juin 2016).
Si vous disposez d'ouvrages ou d'articles de référence ou si vous connaissez des sites web de qualité traitant du thème abordé ici, merci de compléter l'article en donnant les références utiles à sa vérifiabilité et en les liant à la section « Notes et références ».

États d'un système métastable : L'état 1 paraît stable, mais une perturbation suffisante pour dépasser l'état 2 conduira à l’état 3, plus stable que l'état 1 (qui de fait n'est que métastable).

Bille en équilibre métastable au sommet d'un hémisphère.

La métastabilité est la propriété d'un état d'apparence stable mais qu'une perturbation peut faire aller rapidement vers un état encore plus stable. En l'absence de perturbation significative, la vitesse de la transformation menant à l'état stable peut être très faible, voire quasiment nulle. En réponse à une perturbation déclencheuse la transformation peut être très rapide, voire quasi instantanée.
Si on considère un système physico-chimique représenté par son énergie potentielle, un état métastable sera caractérisé par un état qui correspond à un minimum local d'énergie. Pour que le système puisse atteindre l'état du minimum absolu de l'énergie correspondant à l'état d'équilibre thermodynamique, il faut lui fournir une quantité d'énergie appelée énergie d'activation.

## Chimie
De nombreux minéraux peuvent être observés dans les conditions usuelles de température et de pression alors qu'ils ne sont stables qu'à très haute température ou pression : dans ces conditions usuelles ils sont métastables.
À température ambiante, le diamant est métastable parce que la transformation vers l'état stable graphite du carbone est extrêmement lente (humainement non observable). À plus haute température, la vitesse de transformation de phase est augmentée et le diamant se transforme plus rapidement en graphite. En revanche, l'obtention de diamant à partir de graphite n'est possible qu'à haute température (plusieurs milliers de degrés) et sous haute pression (plusieurs dizaines de milliers de bars). En général, les diamants naturels se forment à la limite du manteau terrestre lors d'un phénomène de subduction où ces conditions sont réunies.
À température ambiante, la martensite est une phase métastable d'acier qui conserve une structure obtenue à haute température, entre autres par une trempe. Cet acier trempé permet de conserver cette structure, caractérisée par une dureté élevée.

## Biologie
Les composés carbonés qui constituent les êtres vivants sont métastables. Une enzyme est un biocatalyseur capable d'abaisser l'énergie d'activation (Ea) de la réaction. La réaction est alors « activée » cinétiquement (loi d'Arrhenius). Une enzyme peut donc augmenter la vitesse de la réaction qu'elle catalyse : ainsi des réactions chimiques qui sont très lentes, voire infiniment lentes (état métastable) sans catalyseur sont accélérées jusqu'à devenir utilisables par le métabolisme des êtres vivants.

## Physique
L'eau en surfusion (ex. : brouillards givrants). Des gouttelettes d'eau pure en suspension dans un air lui aussi très pur, ne gèlent pas à 0 °C, mais demeurent liquides jusqu'à −39 °C. Cet état dit de surfusion cesse brutalement lorsque la goutte entre en contact avec un corps étranger (y compris un cristal de glace, le sol ou tout autre objet) ou quand la température baisse en dessous de −39 °C. L'énergie des chocs est suffisante pour déclencher le phénomène de solidification.
Une poutre solide résiste bien aux contraintes de compression longitudinales. Or ces contraintes sont bien plus importantes que celles nécessaires à la plier si elle est écartée de la ligne droite. C'est le phénomène du flambage, qui est susceptible de provoquer des catastrophes mécaniques. Il est de toute importance pour l'ingénieur concevant des pièces allongées (bielles, piliers) de savoir estimer la charge seuil où sa pièce risquera de flamber.
On parle aussi d'état métastable pour les états excités d'un atome ou d'une molécule, par exemple He*, He*
2 et He*
4.

## Géodynamique
En géodynamique des roches métamorphiques métastables sont créées lors de phénomènes très brusques (impacts de météores): l'impact fond les roches et les transforme en verres ou minéraux de haute pression. Cependant les conditions de pression et de température redeviennent brusquement faibles ; Les verres sont figés tels quels au lieu de retrouver une forme typique des conditions de température et pression de surface (du graphite peut être brusquement fondu et se figer en diamant, sans avoir le temps de se réarranger en graphite comme il le ferait naturellement avec une baisse lente de pression et température).

## Philosophie
Dans L'être et le néant (1943), Jean-Paul Sartre s'empare du concept de métastabilité originellement inventé par les sciences naturelles pour élaborer son ontologie de l'homme. L'ouvrage entier se présente comme une investigation ontologique (interrogation sur le sens de l'être) menée à partir de la méthode phénoménologique. Dès l'introduction Sartre établit que l'appréhension philosophique de l'être aboutit nécessairement à la dualité être en-soi et être pour-soi, respectivement être des choses et être de la conscience ou de l'homme. C'est après avoir découvert le néant au cœur de la conscience dans la première partie nommée, qu'il développe le concept de métastabilité de la conscience. C'est notamment à partir de l'exemple du garçon de café, c'est-à-dire de ce serveur stéréotypée que l'on voit occuper presque excessivement sa profession en manifestant une aisance et une nonchalance affectée, que le philosophe découvre que l'être de la conscience, c'est-à-dire le "pour-soi", se caractérise par ce paradoxe ontologique qu'il est ce qu'il n'est pas et qu'il n'est pas ce qu'il est. Il veut dire par là que la conscience est fondamentalement néantisation de son passé et projection vers son futur. La métastabilité est à la source de l'anthropologie sartrienne : l'existence humaine se définit par cette condition d'incertitude, de doute, d'angoisse et de désir, l'homme ne sait jamais exactement qui il est sans qu'on puisse dire pour autant qu'il n'est rien.
Ce concept ouvre alors la voie à une phénoménologie de la liberté : l'identité de l'homme n'est jamais stable car l'homme choisit librement son être.
Développant une ontologie génétique plutôt qu'existentialiste, le philosophe Gilbert Simondon a fait de la métastabilité l'un des concepts clés de son analyse de l'individuation dans L'individuation à la lumière des notions de forme et d'information. Simondon use de la notion de métastabilité en physique, dont il fait de la cristallisation un paradigme : « Nous essayerons donc d'abord de présenter l'individuation physique comme un cas de résolution d'un système métastable, à partir d'un état de système comme celui de la surfusion ou de la sursaturation, qui préside à la genèse des cristaux. La cristallisation est riche en notions bien étudiées et qui peuvent être employées comme paradigmes en d'autres domaines ».
De là, Simondon procède à l'utilisation de ce paradigme de la cristallisation comme analogie pour l'individuation des êtres vivants : « Dans le domaine du vivant, la même notion de métastabilité est utilisable pour caractériser l'individuation; mais l'individuation ne se produit plus, comme dans le domaine physique, d'une façon seulement instantanée, quantique, brusque et définitive, laissant après elle une dualité du milieu et de l'individu, le milieu étant appauvri de l'individu qu'il n'est pas et l'individu n'ayant plus la dimension du milieu. Une telle individuation existe sans doute aussi pour le vivant comme origine absolue; mais elle se double d'une individuation perpétuée, qui est la vie même, selon le mode fondamental du devenir: le vivant conserve en lui une activité d'individuation permanente; il n'est pas seulement résultat d'individuation, comme le cristal ou la molécule, mais théâtre d'individuation ».

## Théorie des catastrophes
René Thom l'a utilisé pour désigner une «  catastrophe  » virtuelle, potentielle ou latente, sur le chemin critique de la différenciation ou « catastrophe » de la morphogénèse ou apparition d'une forme nouvelle accompagnée de la disparition de l'ancienne forme. Il est nommé  « chréode » en embryologie par Waddington pour désigner la différenciation de l'entourage de l'ovule fécondé en placenta et embryon.

## Psychologie
- André Green qualifie de métastable le cas-limite du trouble de la personnalité borderline, pour dépasser l'idée d'un simple passage à travers une frontière imaginaire entre névrose et psychose.
- Le terme métastabilité rejoint le Aufhebung (« abrogation ») de Hegel, utilisé par Freud, qui rend bien compte de ce phénomène de disparition-apparition-conservation.

## Électronique numérique
En numérique, les valeurs admises sont binaires : "0" et "1". Une métastabilité peut être considérée comme étant une valeur entre les deux, inconnue. Un système numérique peut gérer des erreurs (algorithme de récupération, bit de parité) mais pas une incertitude sur une valeur.

### Causes
Une entrée asynchrone (circuit combinatoire externe, bouton poussoir), peut causer des métastabilité sur un système synchrone. Afin d'éviter cela, on synchronise cette entrée à l'aide d'un synchroniseur (deux ou plusieurs bascules mises en séries).

### Temps de résolution et MTBF
On dit qu'une métastabilité se résout lorsqu'elle se fixe à une valeur ("0" ou "1"). Ce temps, exprimé en nanosecondes, apparaît plus ou moins souvent, selon sa durée. Exemple :
- Une métastabilité avec un {\displaystyle T_{r}} de 2,5 ns arrive tous les 5,94 millisecondes ;
- Une métastabilité avec un {\displaystyle T_{r}} de 20 ns arrive tous les {\displaystyle 2,99*10^{5}} années

Le temps d’occurrence entre les métastabilités est appelé MTBF (de l'anglais Mean Time Between Failure).

### Synchroniseur
On cherche à avoir {\displaystyle T_{r}<T_{h}} c'est-à-dire un temps de résolution ({\displaystyle T_{r}}) inférieur à la période d'horloge ({\displaystyle T_{h}}).
En pratique une période d’horloge peut être trop courte, on place alors plusieurs bascules en séries, afin de d’obliger la métastabilité à durer autant de temps que de cycles d'horloge. Ce temps est tellement long, qu’en terme de probabilité cela n’arrive jamais (voir MTBF ci-dessus).
En général, deux bascules en séries suffisent pour assurer une résolution des métastabilités, mais rien n'empêche d'en ajouter plus en série, afin d'augmenter les chances d'avoir une résolution de la métastabilité ou si la vitesse d'horloge est très élevée.